# 馮舜漁
馮舜漁（1523年—1582年），字澤甫，號澤山，山西平陽府蒲州人，民籍，明朝政治人物。

## 生平
嘉靖二十八年（1549年）己酉科山西鄉試第十五名。嘉靖三十二年（1553年），登癸丑科三甲第二百三十五名進士。户部观政，次年授山东临淄县知县，调繁直隸常熟縣，三十七年（1558年）升户部福建司主事，四十一年调兵部职方司，历升本司员外郎、武库司郎中。四十二年升山东東昌府知府，四十四年升湖广按察司副使、整饬蘇松常鎮兵备，调陕西副使，整饬延绥兵备。隆慶二年（1568年）二月以举边才，加升陕西右参政銜，仍旧兵备延绥。五年正月升本省按察使，五月升陕西右布政使，六年轉左布政，十二月升都察院右副都御史、巡抚延绥赞理军务，未上任，因御史萧廪推荐冯舜渔廉洁，拟升延绥巡抚；而按臣陈文焕則弹劾冯舜渔是贪吏，吏部勒令其回籍听勘。萬曆三年（1576年）二月以科道纠拾，令致仕。万历十年卒，年六十。

## 家族
曾祖馮盛，舉人、秀府紀善；祖父馮從政，舉人、河阴、汲县知縣；父馮紹，歲贡，鳳陽縣學訓導。前母王氏；母鄭氏，封太恭人。兄冯舜田（府同知）、弟冯舜陶（生员）。